# Raión de Agdara
Agdara es uno de los cincuenta y nueve rayones en los que subdivide políticamente la República de Azerbaiyán. La capital es la ciudad homónima.
Tras la ofensiva azerbaiyana de septiembre de 2023 y el final de la república de Artsaj , la Asamblea Nacional reinstauró el raión de Aghdara el 5 de diciembre de 2023.